# 연세대 사태
1996년 연세대학교 사건 또는 연세대학교 한총련 사태는 1996년 8월 13일부터 8월 20일에 걸쳐 한총련이 연세대학교 교정에서 주최한 범민족대회를 경찰이 강경 해산하려 하자 이에 맞서 시위를 벌이던 한총련 소속 운동권 대학생 2만여 명이 연세대학교 학내 건물들을 점거하여 폭력적 농성 시위를 벌인 사건이다. 한총련 이외에도 범민련, 범청학련 등의 단체도 참여했다.
한총련 학생들이 농성을 벌이던 연세대 교정을 포위한 채 대치하고 있던 경찰은 교내에 있는 학생을 600명 정도로 추정하고 200여 명의 전의경을 투입했으나 교내에 있던 2만여 명의 한총련 학생들과의 충돌로 의경 200여 명이 중경상을 입는 피해가 발생했다. 결국 경찰은 백골단이라고 부르는 경찰 특수기동대를 3개 부대를 투입시켜 일주일 만에 이과동과 교내 시설을 점거한 대학생들을 강제로 5천명을 구인, 연행하고 400여 명을 구속했다.

## 영향
- 한총련 소속 학생 외에도 범민련, 범청학련 학생들이 가담하였고 일부는 월담을 하고 도주하여 경찰에 체포되지 않는 일도 생겼다.
- 시위 진압 과정에서 연세대학교 교내에 선발대로 투입된 200여 명의 경찰관이 중경상을 큰 피해를 입음으로서 한총련을 비롯한 학생 운동권에 대한 국민적인 감정이 악화되는 원인이 되었다.
- 연대 사태 당시 학생들에 의한 의경 1명 사망 (1기동대 6중대 김종희 일경), 부상: 890여명
- 이후 대학생 운동에 대한 국민의 여론이 등을 돌리면서 학생 운동은 쇠퇴의 길을 걷게 된다. 이후 대학 총학생회에 비운동권이 급증하기 시작한다.

## 같이 보기
- 연세대학교
- 한총련
- 범민련
- 전대협
- 민주노총
- 민족 해방
- 정원식 교수 집단 구타 사건
- 김지하 교수 필화 테러 사건
- 김동길 교수 필화 테러 사건
- 마광수 교수 필화 테러 사건